# 真・雀龍門
『真・雀龍門』（しん・じゃんりゅうもん）は、韓国のオンラインゲーム会社であるエヌ・シー・ソフト (NCsoft Corporation) が開発し、エヌ・シー・ジャパン (NC Japan K.K) が運営するオンライン麻雀ゲームである。
本項では、旧バージョンである『雀龍門』シリーズについても記述する。

## 来歴
- 2009年12月11日、『雀龍門』として、正式サービスを開始。
- 2010年11月16日、大規模アップデートに伴い、『雀龍門2』にタイトルを変更。
- 2011年9月27日、大規模アップデートに伴い『雀龍門3』にタイトルを変更。
- 2013年1月15日、大規模アップデートに伴い『真・雀龍門』にタイトルを変更。
- 2020年8月19日、スマートフォンアプリ『雀龍門M』サービス開始。
- 2023年11月8日、『真・雀龍門』が『雀龍門M』にサービス統合される。

## 特徴
毎週火曜日午前7時〜午前10時に定期メンテナンスが行われる。
麻雀牌や雀卓は奥行きのある3Dで描写され、打牌を行う際にプレイヤーの手（プロ雀士の手捌きをモーションキャプチャしたもの）が描画される。また、物理演算エンジンを搭載しており、捨て牌同士の干渉で既に河にあった牌がずれる、などの表現がなされている。局ごとや、自分や他家のリーチがかかった時など場面ごとにユーザがBGMを指定できたり、副露や和了などでボイスが流れるなど、視覚的・聴覚的に多彩な演出があることが、他のオンライン対戦麻雀ゲームにはない特徴と言える。

## ゲームシステム

### 雀龍門
「公式戦」、「友人戦」、「チュートリアル」の3つのゲームモードが用意されており、そのうち公式戦と友人戦では半荘戦と東風戦を選択できる。また、公式戦と友人戦では「雀珠（じゃんたま）」という雀龍門独自の仮想通貨をやりとりがされていたが、ゲームの大幅な改変により2011年9月末の大規模アップデートを以て廃止された。

#### 公式戦
メインとなる対局モード。公式戦に参加した時点で自動的に他の対局者とマッチングされ、雀龍門公式のルールで対局する。通常モードと熟練モードにわかれていて、それぞれありあり、なしなしと東風戦、半荘戦を選択できる。対局によって獲得した経験値によって等級が上昇する。熟練モードへの参加には、段級が6級以上というのが条件となっている。

#### 友人戦
知り合い同士でコードを設定することで知り合いとの対局ができるモード。ルーム作成者がいくつかのルールを変更できる（ぶっとび無し等）。参加人数が4人に満たない場合は参加者を募集することもできる。公式戦モードと違い戦績に結果は記録されず、経験値の変動もない。

#### チュートリアル
麻雀や雀龍門の経験が浅いプレイヤーに向けたモード。CPU戦では、公式東風戦のルールでコンピュータとの対戦が行える。戦績は残らず、経験値の変動や雀珠のやりとりは行われない。雀龍門のマスコットキャラとも言える「メイリン」が麻雀の基本的なルールなどを教えてくれる「四人麻雀講座」も閲覧できる。

### 雀龍門2
「公式卓」、「友人卓」、「練習卓」の3つのゲームモードが存在する。

#### 公式卓
『雀龍門』で「通常卓」「昇龍卓」という名称だった2つのゲームモードが、「一般卓」「熟練卓」へと改名された。
一般卓と熟練卓のそれぞれに「ありあり」、「なしなし」、「三人麻雀」の3つが存在する。
「ありあり」「なしなし」「三人麻雀」の東風戦と半荘戦、計6つのモードのうち、参加したいモードの「選択」ボタンを押してマッチングに参加する。
複数のモードにエントリーすることが可能で（ただし、一般卓と熟練卓のモードに同時エントリーすることはできない）、その場合、最初に面子が揃ったモードで対局を行う。

#### 友人卓
『雀龍門』の「友人戦」と大きな変更は無い。また、友人戦には「三人麻雀」モードは存在しない。

#### 練習卓
『雀龍門』の「チュートリアル」と大きな変更は無い。

### 雀龍門3
「公式卓」「リーグ」「友人卓」「練習卓」の4つのゲームモードが存在する。

#### 公式卓
従来存在していた「一般卓（通常卓）」と「熟練卓（昇龍卓）」が統合された。これに伴い、戦績のデータも統合されるが、役の和了回数に関してのみ、「公式卓」と後述する「リーグ」についても統合される。
これまでは、階級の最上位は「九段」であったが、その更に上位となる「極位（玄人、名人など）」が実装された。

### ルール
以下は公式戦でのルール。友人戦ではこれらの一部ルールを変更することができる。
役
振聴立直あり
数え役満あり、重ね役満あり
大四喜はダブル役満
国士無双十三面待ちはダブル役満
純正九蓮宝燈はダブル役満
四暗刻単騎待ちはダブル役満
人和、大車輪あり。友人戦で変更可能。
人和、大車輪以外のローカル役はなし
緑一色は發なしでも成立
国士無双は暗槓槍槓あり
四槓子は雀頭まで揃えて成立
包（パオ）は大四喜と大三元にのみ適用
和了
親聴牌で連荘あり
形式聴牌あり。友人戦で変更可能。
二翻縛りなし。友人戦で五本場からありに変更可能。
ダブロン・三家和あり。友人戦で変更可能。親が和了していれば連荘する。
流局
九種九牌による流局あり、親の連荘あり。
四風連打による流局あり、親流れ。
四開槓による流局あり、親流れ。
四家立直による流局なし続行。
三家和による流局なし。
得点計算
配給原点・返し点は東風戦では20000点持ちの25000点返し、半荘戦では25000点持ちの30000点返し。友人戦で変更可能。
馬は5-10。友人戦で10-20若しくはなしに変更可能。
ピンヅモあり、20符として計算。友人戦で変更可能。
七対子は25符二翻として計算
喰い平和形は30符として計算
切り上げ満貫なし
ぶっとびあり、0点以下（0点ちょうど含む）はとび。友人戦で変更可能。持ち点1000点未満でのリーチはできず、1000点時のリーチは流局後全員テンパイならぶっとび。
ドラ
裏ドラあり。友人戦で変更可能。
槓ドラあり。友人戦で変更可能。
槓ウラあり。
赤牌3枚あり。友人戦で4枚若しくはなしに変更可能。

### プレイスタイル
ユーザーの打ち筋によって、「攻撃」「防御」「策略」のパラメータが変動し、その割合によって以下の7種類あるプレイスタイルが振り当てられる。
| 凡 | 「攻撃」「防御」「策略」が平均的な場合。雀龍門を初めてプレイする時はこのプレイスタイルになる。 |
| 攻 | 「攻撃」のパラメーターが高い場合                                                               |
| 防 | 「防御」のパラメーターが高い場合                                                               |
| 策 | 「策略」のパラメーターが高い場合                                                               |
| 猛 | 「攻撃」と「防御」の2つのパラメーターがほぼ同じくらい高く、「策略」は低い場合                  |
| 守 | 「防御」と「策略」の2つのパラメーターがほぼ同じくらい高く、「攻撃」は低い場合                  |
| 計 | 「策略」と「攻撃」の2つのパラメーターがほぼ同じくらい高く、「防御」は低い場合                  |

### アバター
ゲーム画面に表示されるアバターは、「NCSOFT」で設定するものと同一となる。
このアバターは同サイトで装飾でき、衣服や髪型などの購入には同サイトの仮想通貨である「パール」を消費する。「パール」を獲得するには、同社が運営する月額制のゲームの決算やアイテムの購入に用いる別の通貨である「カイモ」（1カイモ＝1円相当）をチャージする必要があり、雀龍門のゲームアイテムは後述する「雀珠」を消費して購入するため、そのようなゲームをプレイしていないユーザは実質的に（NCSOFT初回登録時に獲得できるものを除いて）パールを得ることができない。

### ゲームアイテム
現在、雀龍門3に存在するゲームアイテムの例。
- 指輪 … 指に装着する装飾アイテム。人差し指、中指、薬指に装着するものがある。
- 腕輪 … 腕に装着する装飾アイテム。他に、ブレスレット、プレート、腕時計も存在する。
- 刻印 … 手の甲に装着する装飾アイテム。刺青のようなもの。
- ネイル … 爪に装着する装飾アイテム。ネイルのみ、共用が存在しない。
- 名前変更チケット … 雀龍門ニックネームを変更することができる対局アイテム。
- 戦績イレーザー … 公式戦での対局記録を初期化することができる対局アイテム。使用時の経験値、級および段は初期化されない。
- 牌譜記録ディスク … 対局を牌譜として記録できる対局アイテム。1局につき1枚必要。
- 長考チケット … 副露や摸打の制限時間を長くすることができる対局アイテム。1局につき1度しか使用できない。
- 音声 … 装飾アイテムの「ボイス」を追加する対局アイテム。

装飾アイテムには男性用、女性用、共用のものが存在し、カイモ（課金制のNCSOFT内仮想通貨）で購入する永久利用のものと、龍宝（旧雀玉）を消費して交換する期間制のものがある。追加・廃止もあるので注意のこと。